# 多元左翼 (西班牙)
多元左翼（西班牙語：Izquierda Plural，缩写为IP）是西班牙的一个已不存在的选举联盟 ，为参加2014年欧洲议会选举而成立。该联盟由多个全国性和地区性左翼政党组成，最主要的成员是联合左翼。该联盟领袖是联合左翼和西班牙共产党成员Willy Meyer。最终，该联盟在2014年欧洲议会选举中赢得了6个席位。